# 埃斯特列加纳
埃斯特列加纳，是西班牙卡斯蒂利亚-拉曼恰瓜达拉哈拉省的一个市镇。总面积16平方公里，总人口25人（2001年），人口密度2人/平方公里。